# Rainbow
Rainbow je angleška rock skupina, ki je nastala leta 1975. Ustanovil jo je kitarist Ritchie Blackmore.

## Diskografija
- Ritchie Blackmore's Rainbow (1975)
- Rising (1976)
- On Stage (1977)
- Long Live Rock 'n' Roll (1978)
- Down to Earth (1979)
- Difficult to Cure (1981)
- Straight Between the Eyes (1982)
- Bent Out of Shape (1983)
- Finyl Vinyl (1986)
- Stranger in Us All (1995)

## člani zasedba
- Ritchie Blackmore - kitara

- Ronnie James Dio - vocal (1975–1979)
- Craig Gruber  – bas kitara (1975)
- Micky Lee Soule – klaviature (1975)
- Gary Driscoll – bobni (1975)

- Tony Carey – klaviature (1975–1977)
- Jimmy Bain – bas kitara (1975–1977)
- Cozy Powell – bobni (1975–1980)
- Mark Clarke – bas kitara (1977)
- Bob Daisley – bas kitara (1977–1978)
- David Stone – klaviature (1977–1979)
- Jack Green – bas kitara (1978–1979)
- Graham Bonnet – vocal (1979–1980)

- Don Airey – klaviature (1979–1981)
- Roger Glover – bas kitara (1979–1984)
- Joe Lynn Turner – vocal (1980–1984)
- Bobby Rondinelli – bobni (1980–1983)
- David Rosenthal – klaviature (1981–1984)

- Chuck Burgi – bobni (1983–1984, 1995–1997)
- Doogie White – vocal (1994–1997)
- Greg Smith – bas kitara (1994–1997)
- Paul Morris – klaviature (1994–1997)
- John O'Reilly – bobni (1994–1995)
- John Micelli – bobni (1997)